# Музей Кастельвеккьо
Городской музей Кастельвеккьо (итал. Museo Civico di Castelvecchio) — музей в Вероне (Италия), расположенный в здании замка Кастельвеккьо. Музей был создан в 1923 году, однако открылся для посетителей после реставрационных работ 1957—1973 годов. Обладает богатой коллекцией средневековой живописи и скульптуры. 

## История

### Ограбление музея
Вечером 19 ноября 2015 года в музей проникли трое вооружённых грабителей в масках. К окончанию рабочего дня в музее находились лишь кассир и единственный охранник; ночная сигнализация ещё не была активирована. Грабители связали кассира и разоружили охранника, после чего один из нападавших остался караулить кассира, двое же других заставили охранника провести их в музейные залы. Некоторые полотна были вырезаны из рам и свёрнуты в рулоны, другие, небольшого формата и не настолько известные и ценные, грабители забрали вместе с рамами — возможно, их брали наобум, для собственных нужд. Всего было украдено 17 работ, включая подлинные шедевры живописи. В числе похищенного были картины Пизанелло, Мантеньи, Тинторетто, Рубенса, Беллини и других мастеров. Из музея грабители уехали на личной машине охранника.
По мнению специалистов, речь может идти о заказном похищении произведений искусства.
«Это были профессионалы, которые хорошо знали музей и прекрасно понимали, что им нужно брать. Фактически были похищены лучшие экспонаты нашей городской коллекции», — заявил мэр Вероны Флавио Този.
В мае 2016 года украденные картины были обнаружены в Одессе сотрудниками украинской погранслужбы и после выставки в Киеве, в Национальном музее имени Богдана и Варвары Ханенко, в конце 2016 года вернулись в Италию.
Список украденных работ
- «Мадонна с перепёлкой[англ.]», приписываемая Пизанелло
- «Святой Иероним в пустыне» Якопо Беллини
- «Святое Семейство со святой[англ.]» Андреа Мантенья
- «Дама с цветами смолёвки» Питера Пауля Рубенса
- «Портрет молодого бенедиктинца» и «Портрет мальчика с детским рисунком» Франческо Карото
- «Мадонна, кормящая младенца», «Перенесение Ковчега Завета», «Пир Валтасара», «Самсон» и «Суд Соломона» Тинторетто
- «Мужской портрет», художник круга Тинторетто
- «Портрет Марко Паскуалиго» Доменико Тинторетто
- «Портрет венецианского адмирала», художник круга Доменико Тинторетто
- «Портрет Джироламо Помпеи» Джованни Бенини.
- Пейзаж и «Морской порт» Ханса де Йоде[англ.]

## Музейные залы
- Зал № 1

Романская скульптура области Венеция, произведения XII—XIII веков. К наиболее значимым экспонатам относятся рака святых Сергия и Вакха (1179 год) и мужская голова эпохи Дученто (XIII век). К залу примыкает апсида с произведениями лангобардского искусства.
- Зал № 2

Веронская скульптура эпохи Треченто (XIV век). Наиболее примечательны скульптуры святых Екатерины и Цецилии из церкви Сан Джакомо ди Томба.
- Зал № 3

Продолжение экспозиции скульптуры Треченто: Мадонна на престоле с Младенцем, Распятие, святая Либера.
- Зал № 4

Распятие с Мадонной и Иоанном Богословом из церкви Сан Джакомо ди Томба, вырезанное из туфа (создано неизвестным мастером, называемым «Мастером Распятия») и скульптура «Обморок Мадонны» мастера святой Анастасии.
- Зал № 5

Скульптура периода Кватроченто (XV век): панно «Пророки», «Святой Пётр на кафедре», «Святой Мартин и бедняк». В экспозиции находится огромный колокол с башни дель Гарделло на пьяцца делле Эрбе, отлитый в 1370 году мастером Якопо.

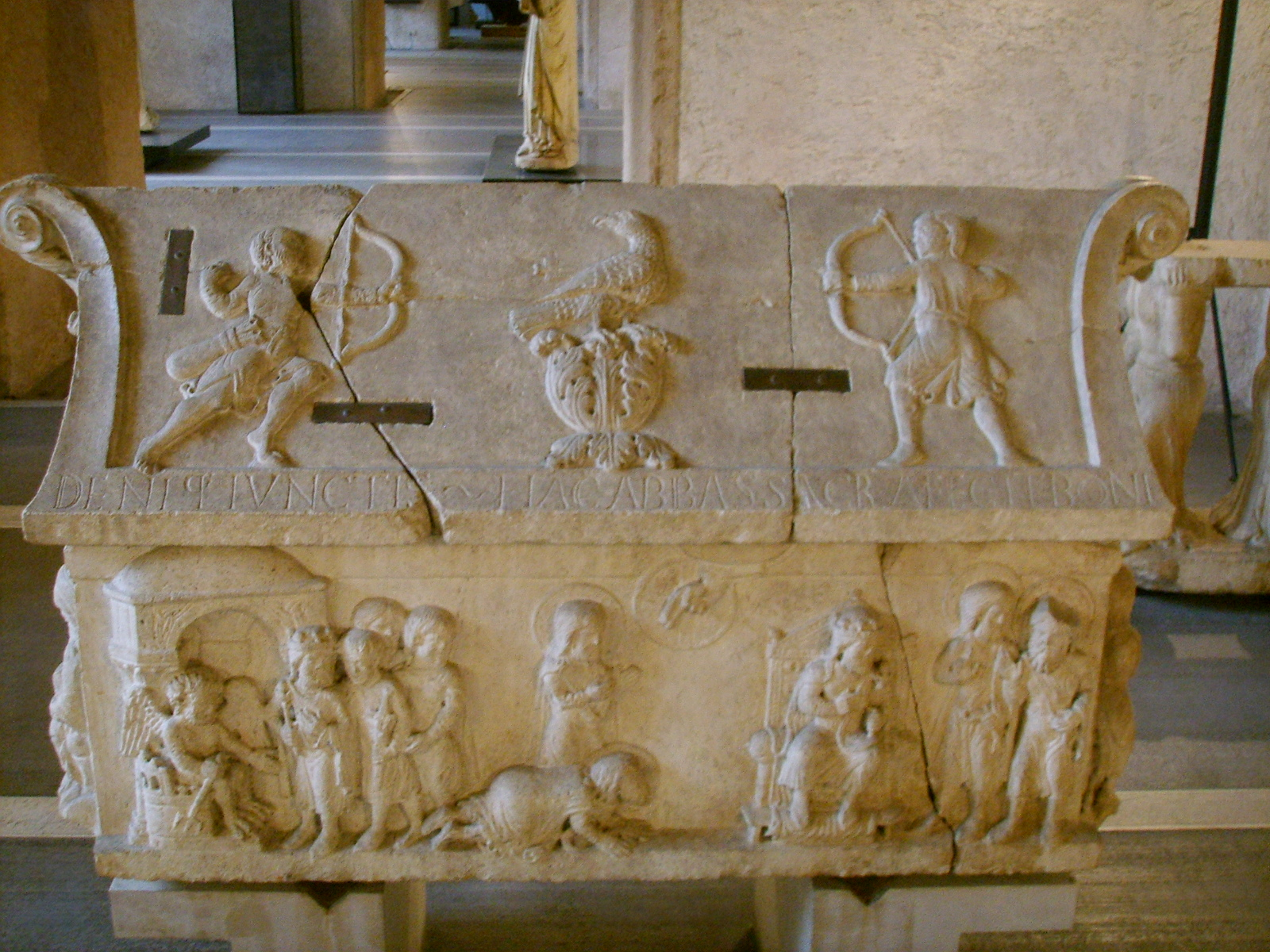
Рака святых Сергия и Вакха (зал № 1)
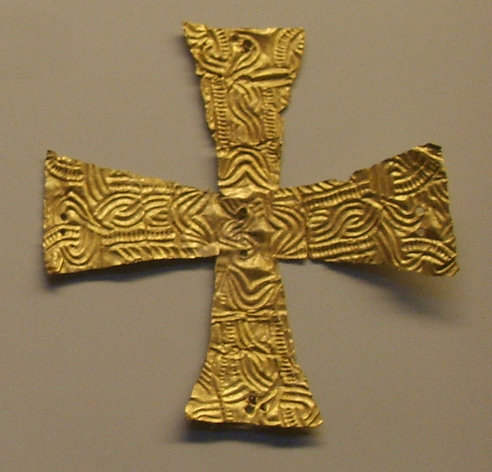
Лонгобардский золотой крест (зал № 1)
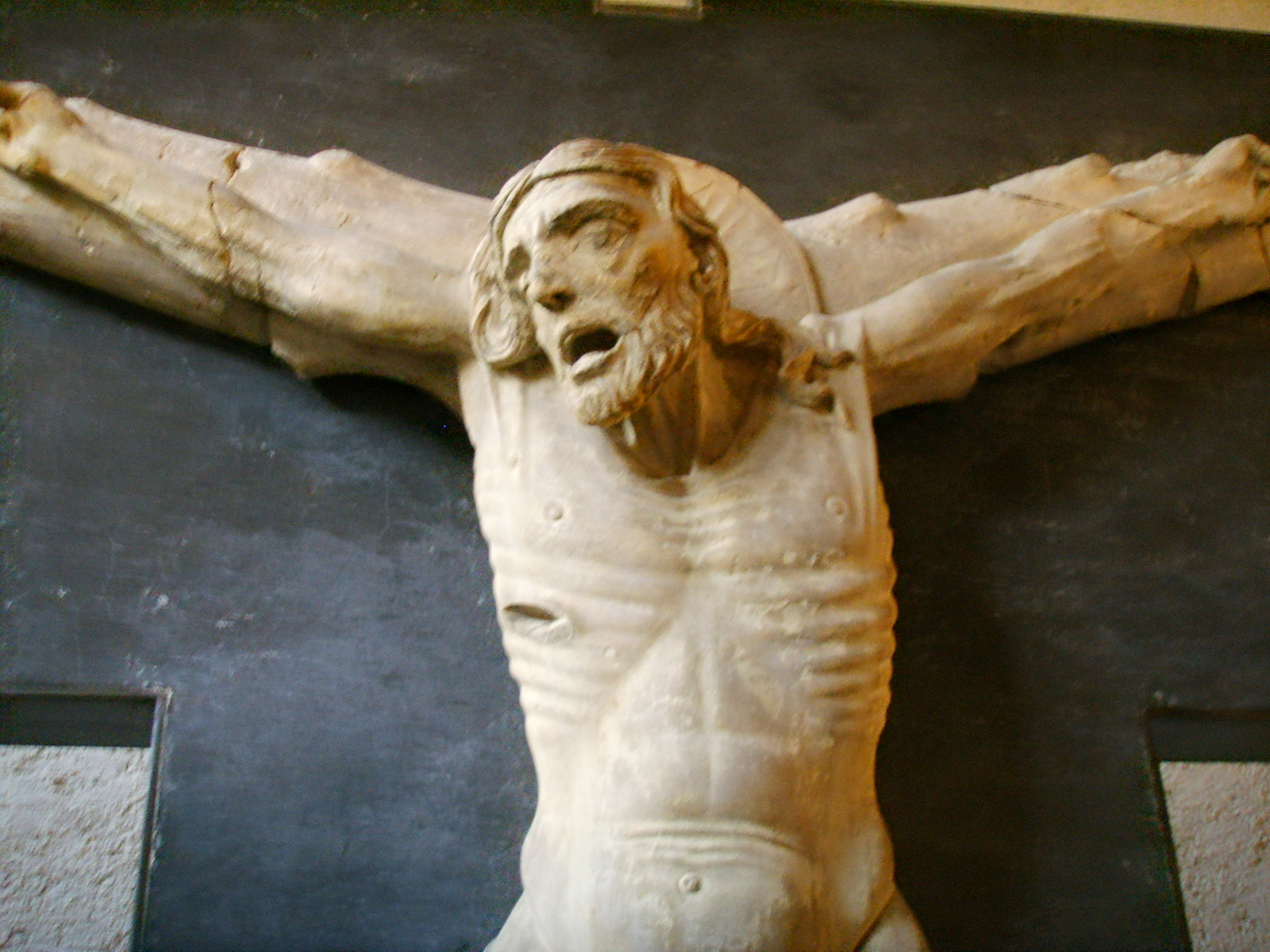
Деталь Распятия из церкви Сан Джакомо ди Томба (зал № 4)
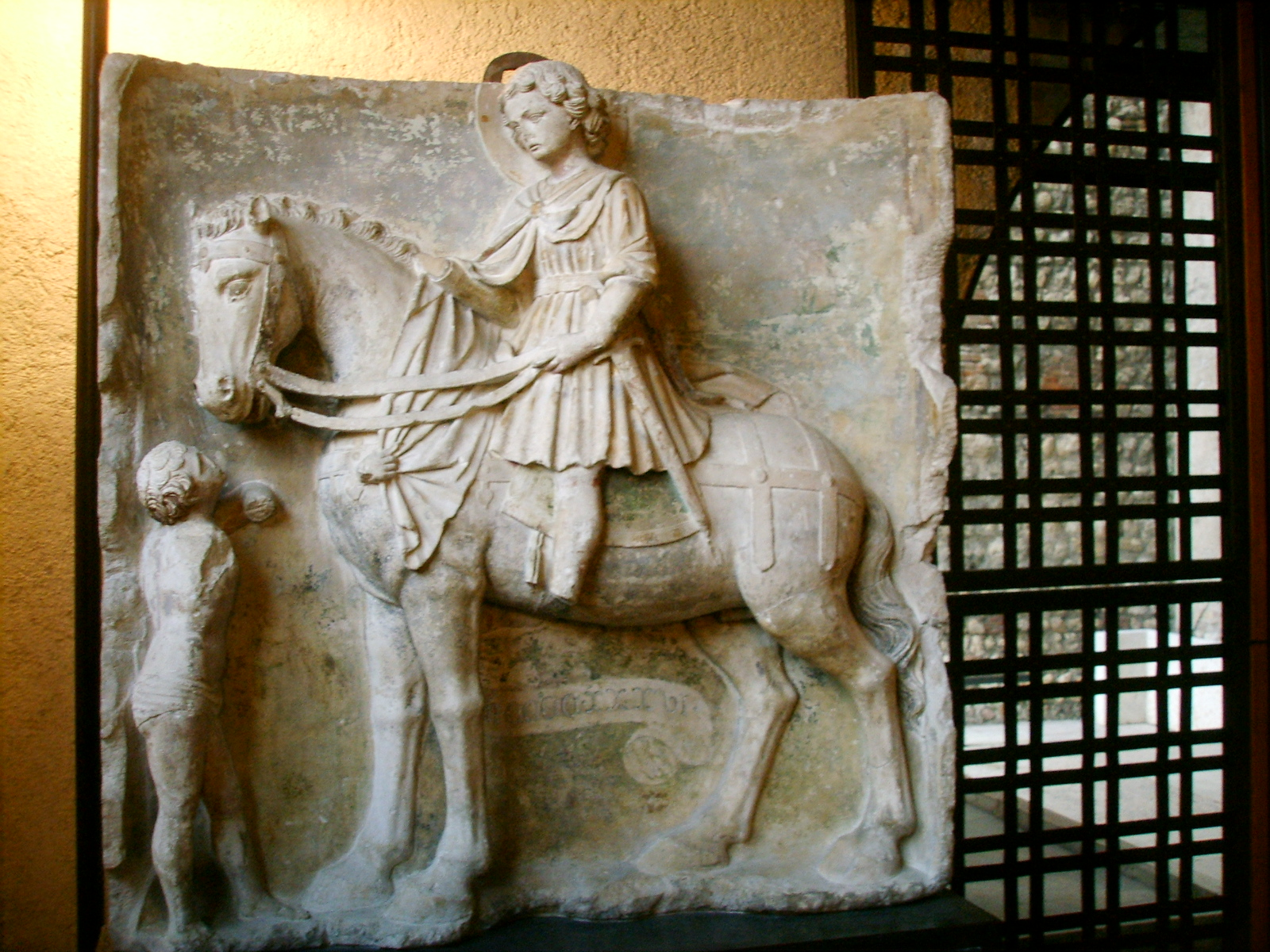
Святой Мартин и бедняк (зал № 5)

- Зал № 6

Веронские колокола XIV—XVI веков. Вход в зал проходит через участок потайного хода дель Морбио, ведущего в донжон замка.
- Зал № 7

Экспозиция фресок XII—XIV веков из различных церквей и дворцов Вероны. Также в зале представлены произведения ювелирного искусства XVI века.
- Зал № 8

Продолжение экспозиции фресок эпохи Треченто (Мадонна с Младенцем, Коронование Девы Марии с саркофага Авентино Фракасторо и другие).
- Зал № 9

Полиптих с Троицей работы Туроне ди Максимо; Святая Екатерина и Распятие неизвестного мастера периода Треченто; Святые с монахиней Томмазо да Модена; «Полиптих Бои» школы Альтикьеро да Дзевио.
- Зал № 10

Мировые классики готической живописи: Мадонна дель Умильта и Святой Иероним в пустыне (Якопо Беллини), Мадонна делла Квалья (Пизанелло), Мадонна дель Розето (Стефано да Верона).

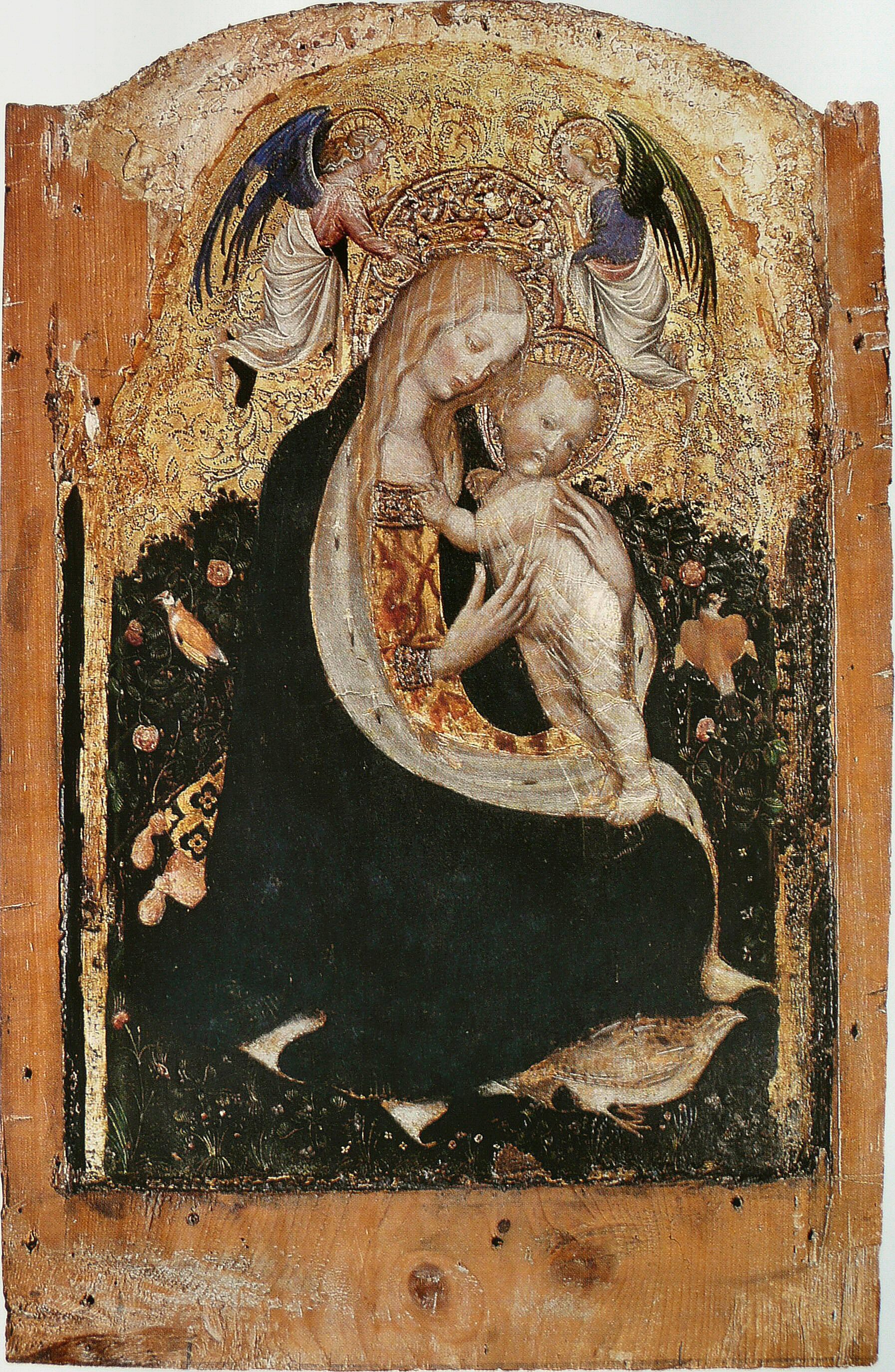
«Мадонна делла Квалья[англ.]», Пизанелло (зал № 10)
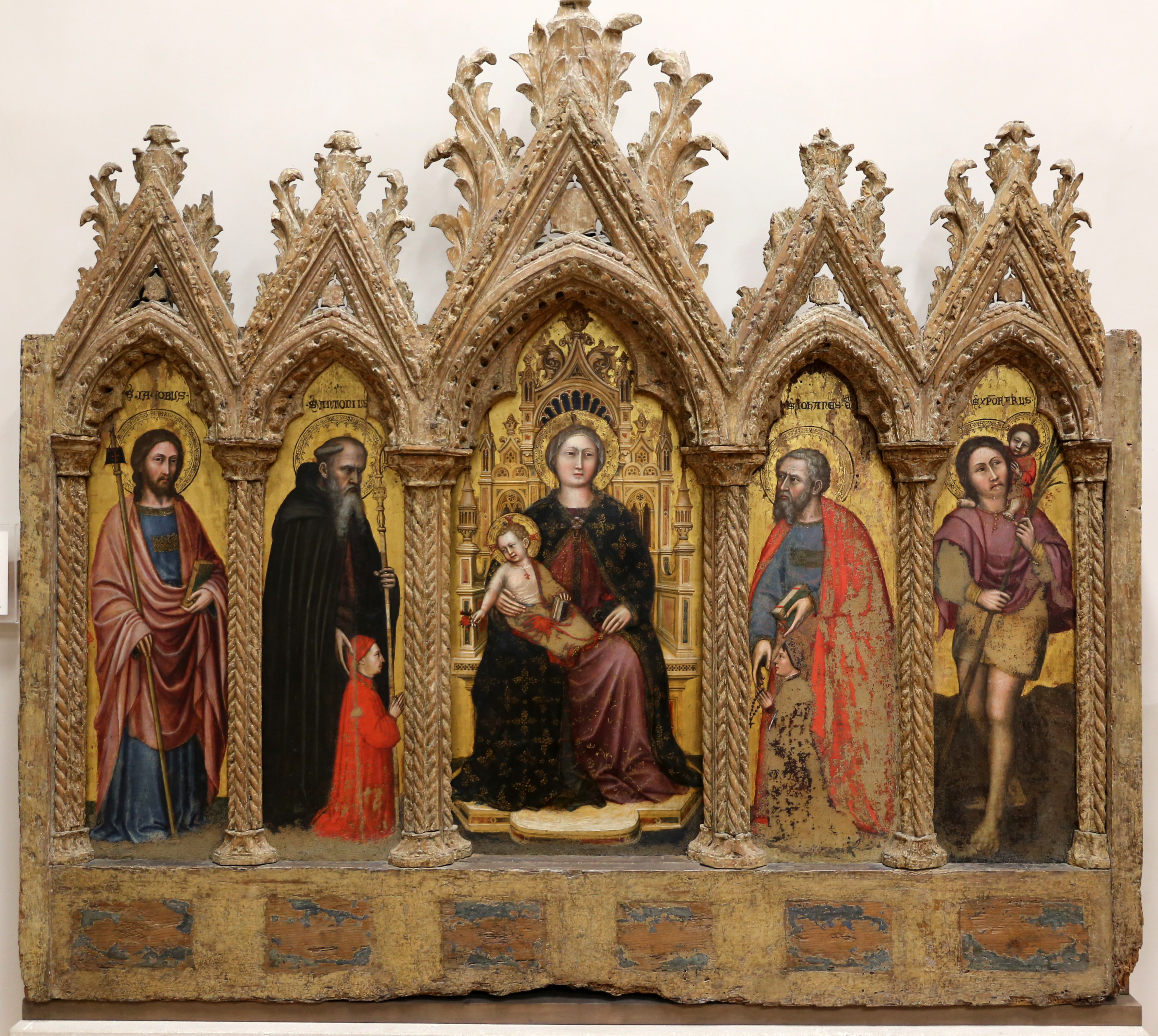
«Полиптих Бои» (зал № 9)
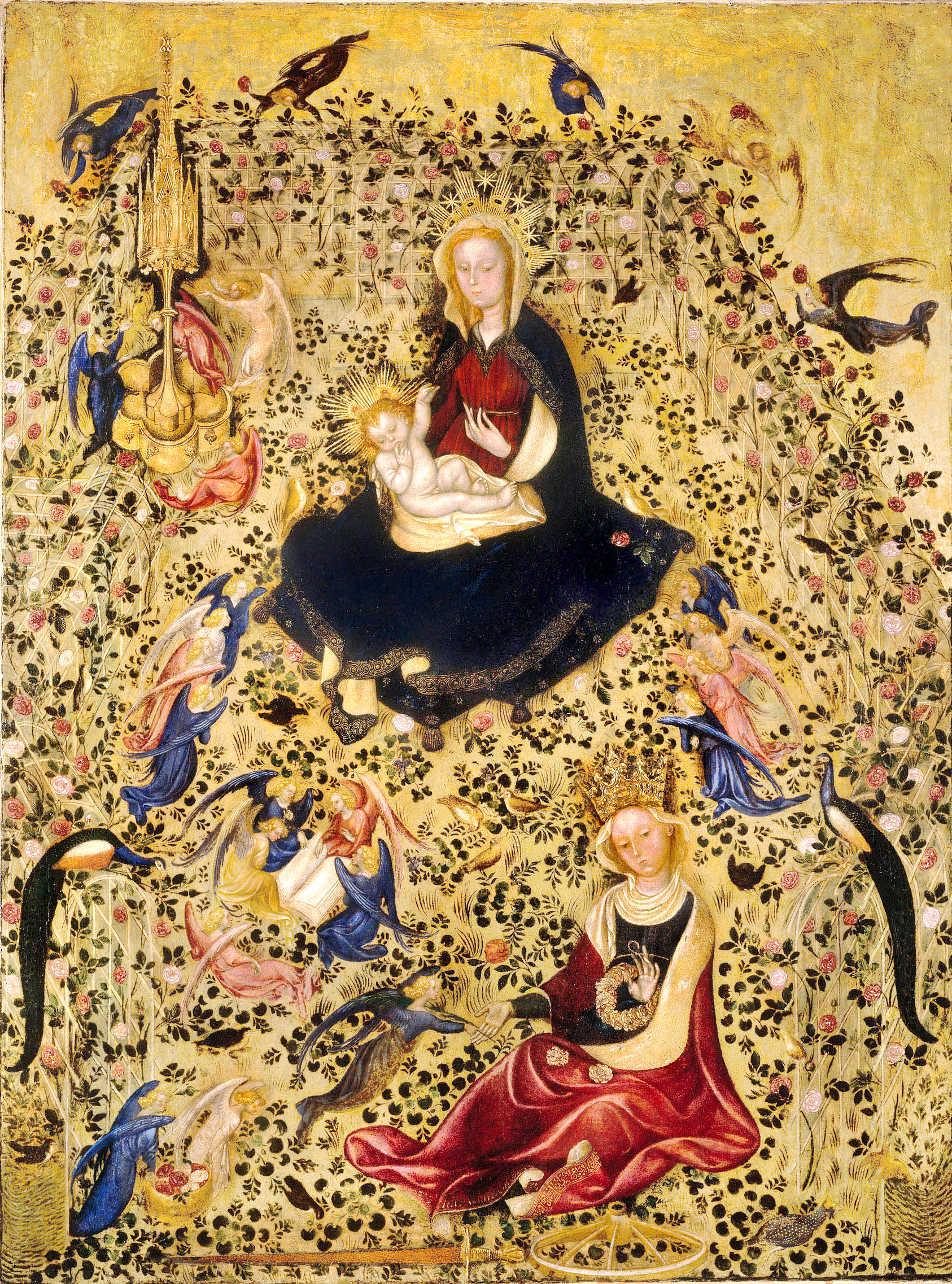
«Мадонна дель Розето», Стефано да Верона (зал № 10)

- Зал № 11

Скульптура и живопись Треченто и Кватроченто: Успение Богородицы (Джамбоно), Распятие (Якопо Беллини), Полиптих с орлом и Анкона Фраканцани (Джованни Бадиле), алтарный образ из монастыря Сан Барталомео дела Левата, два полиптиха «Мастера пучка гвоздик», два Распятия неизвестного веронского художника-тречентиста.
- Зал № 12

Работы Питера Рубенса, Мартена ван Клеефа, Уильяма Ки, Иоахима Бейкелера, Ханса де Йоде, Амброзиуса Бенсона.
- Зал № 13

Ренессансные мастера из Венеции: Джованни Беллини (две Мадонны с Младенцем), Витторе Карпаччо («Двое святых с пажом»), Бартоломео Монтанья («Святой Власий и неизвестный святитель»), Альвизе Виварини, Джованни Мансуэти.
- Зал № 14

Работы Доменико и Франческо Мороне.
- Зал № 15

Работы Франческо Бонсиньори («Аллегория музыки», «Мадонна даль Бово», «Скорбящая Мадонна» и др.) и Антонино Виварини («Святой Христофор»).

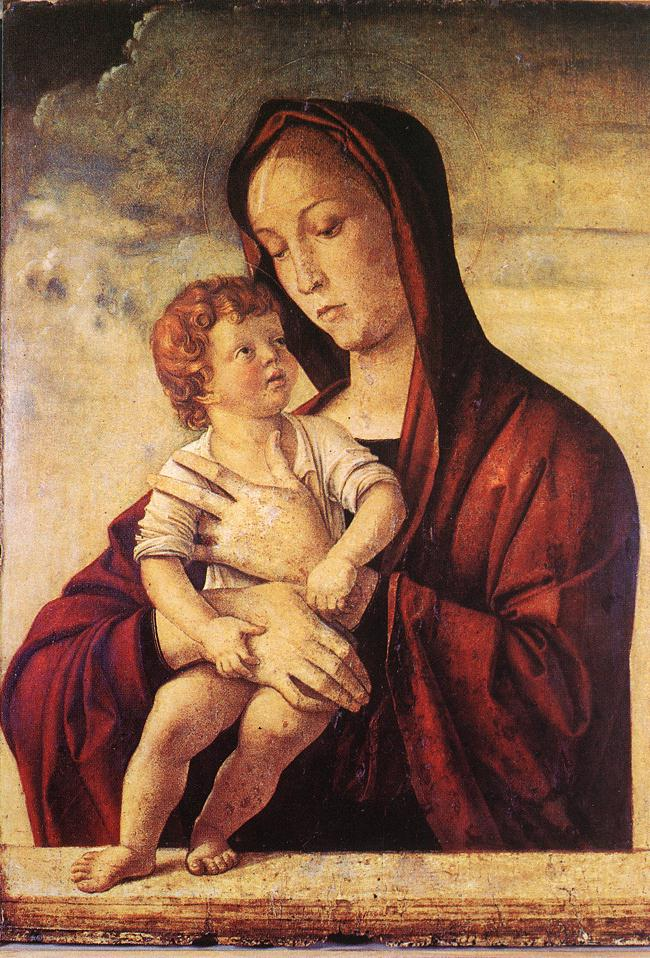
Мадонна с Младенцем. Джованни Беллини (зал № 13)
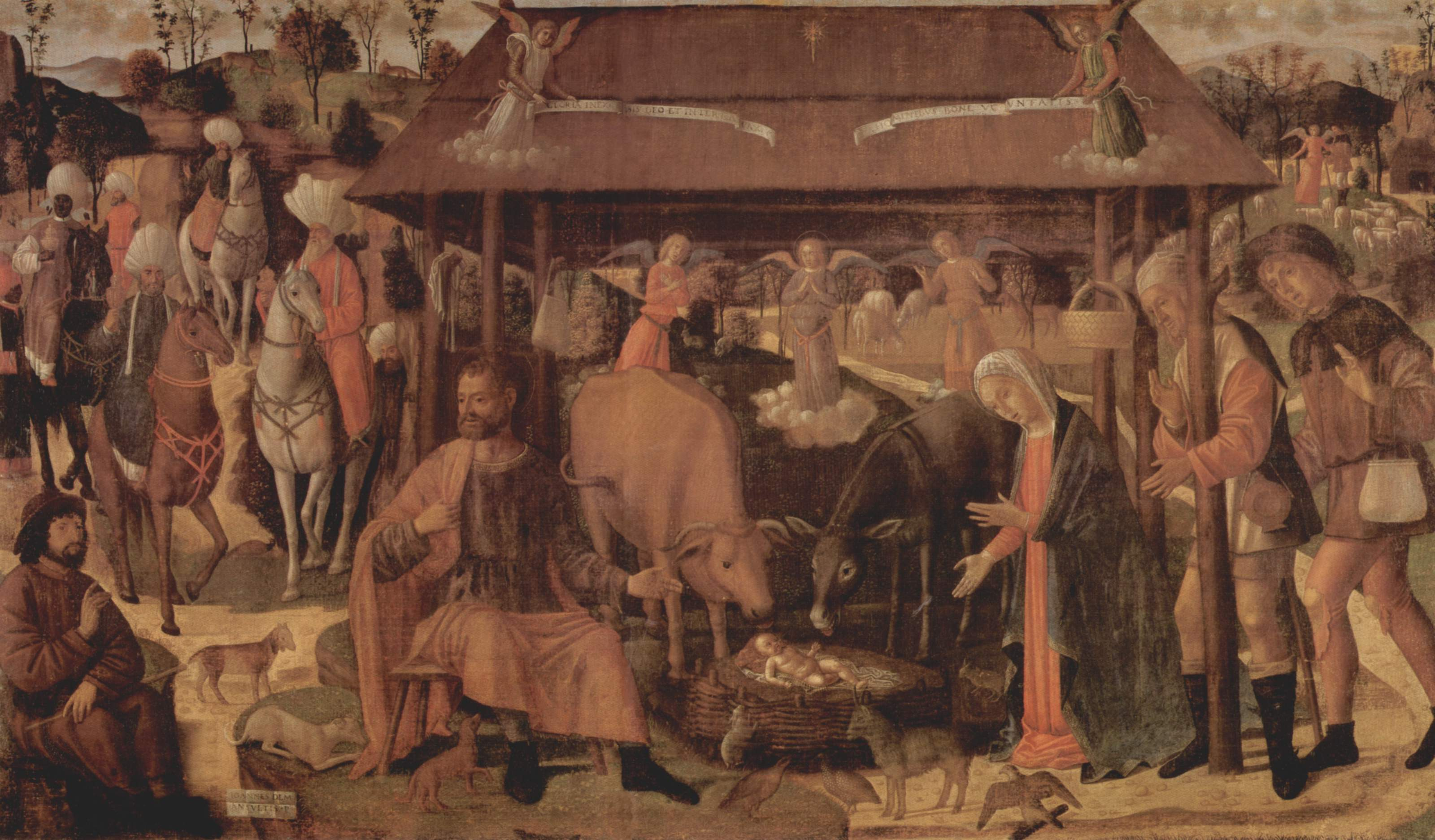
Поклонение волхвов и пастухов. Джованни Мансуэти (зал № 13)
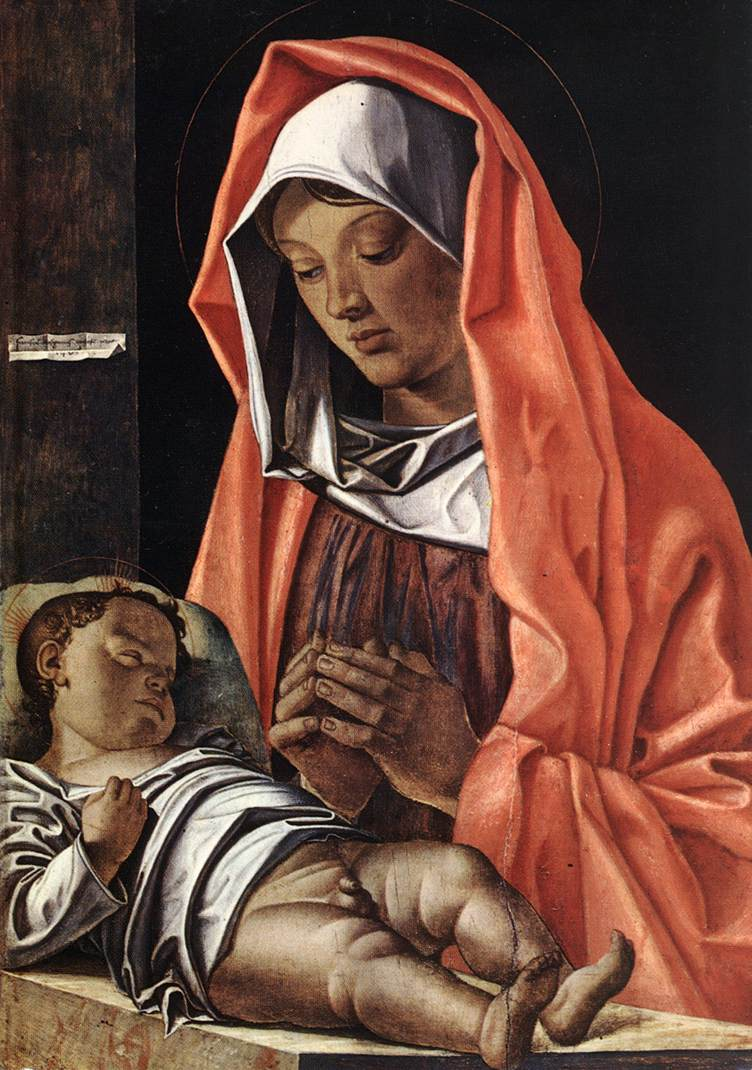
Мадонна с Младенцем. Франческо Бонсиньори (зал № 15)

- Зал № 16

Произведения Либерале да Верона: Рождество со святым Иеронимом, Ларец Самбонифачо, Мадонна дель Карделлино, Снятие с креста.
- Зал № 17

Фрески и картины Николы Джольфино, Доменико Мороне, Джованни Мария Фальконетто, Либерале да Верона, Франческо Верла.
- Зал № 18

Андреа Мантенья («Иисус, несущий крест» и «Святое Семейство с неизвестной святой»), Франческо Бонсиньори («Мадонна со святой Маргаритой»), Карло Кривелли («Мадонна Страстей»), Доменико Мороне, Франческо Бенальо, Якопо да Валенца.
- Зал № 19

Расположен в донжоне замка, представлена экспозиция средневекового оружия. Выход из зала идёт по крытому переходу в основной корпус музея. На особой площадке установлена конная статуя Конграде I Делла Скала перенесённая от арок Скалигеров у церкви Санта Мария Антика (у церкви помещена точная копия статуи).
- Зал № 20

Паоло Морандо (монументальный полиптих Страстей Господних, «Уверение апостола Фомы»), Франческо Карото («Молодой бенедиктинец» и «Портрет мальчика с рисунком куклы»).

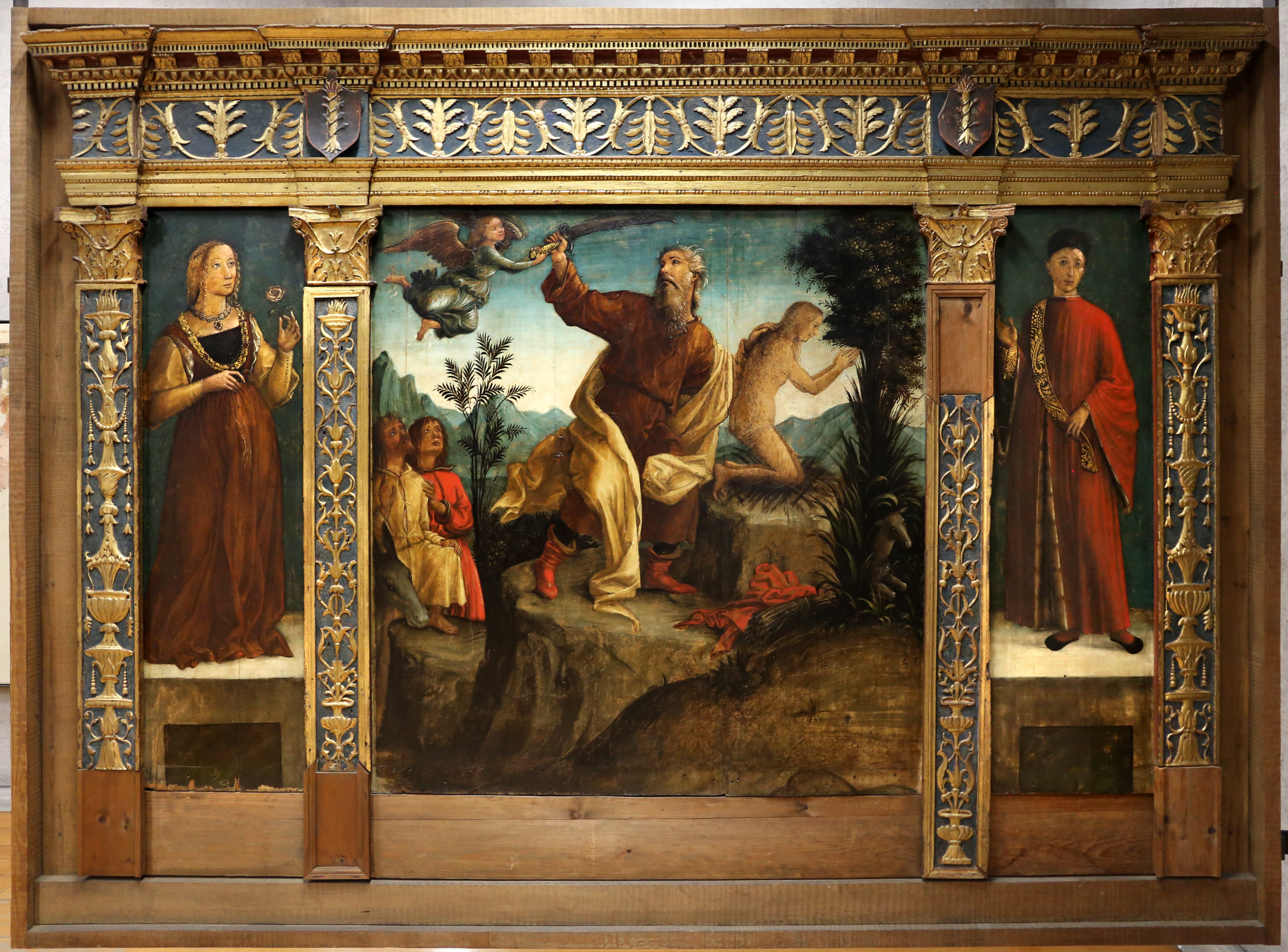
Жертвоприношение Исаака с двумя донаторами. Либерале да Верона (зал № 16)
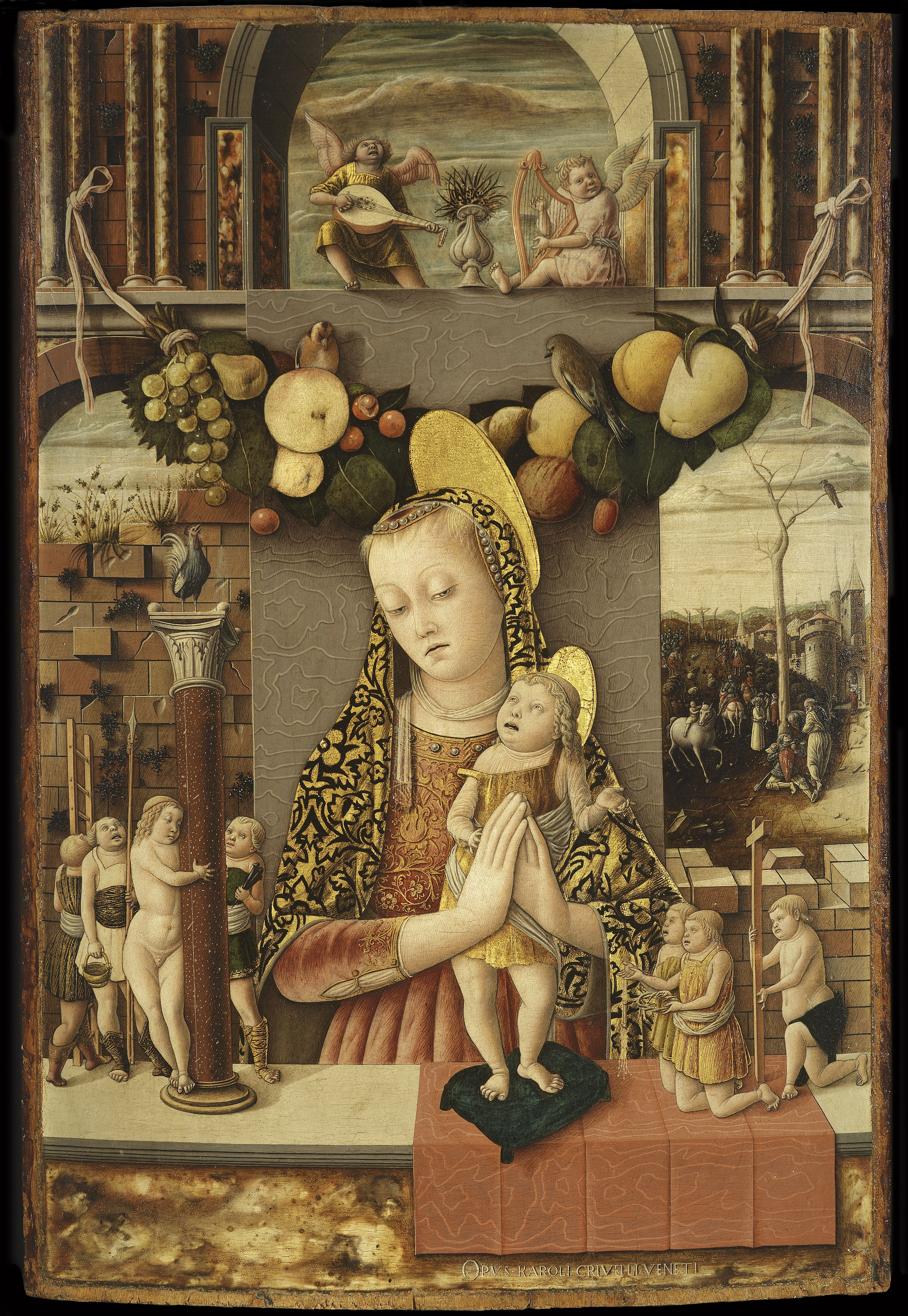
«Мадонна Страстей», Карло Кривелли (зал №18)
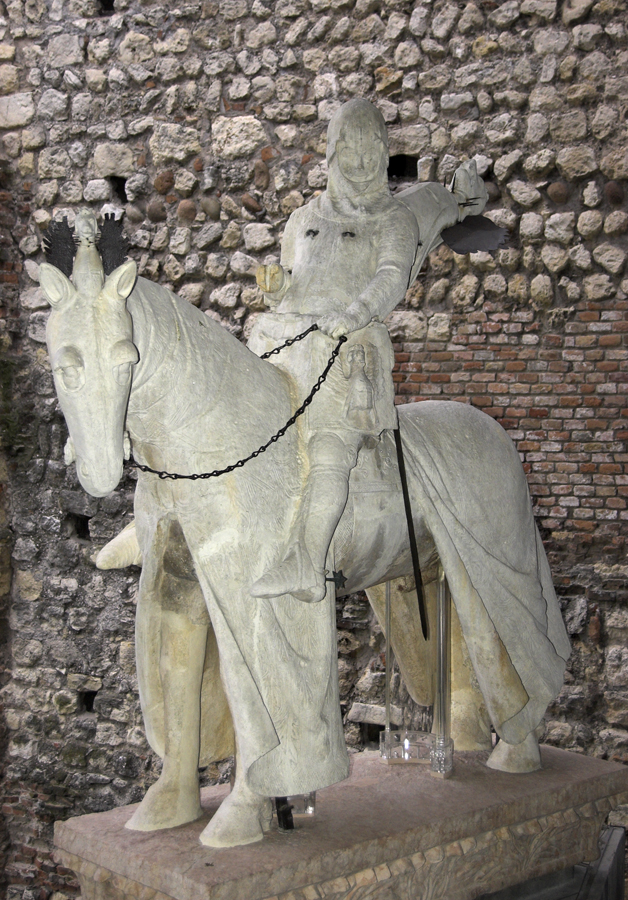
конная статуя Конграде I Делла Скала (зал № 19)
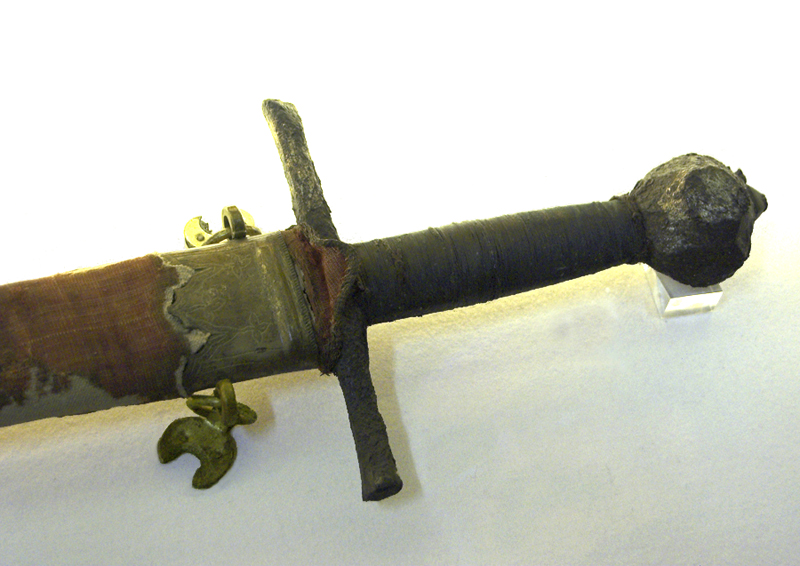
Шпага Конграде I Делла Скала (зал № 19)
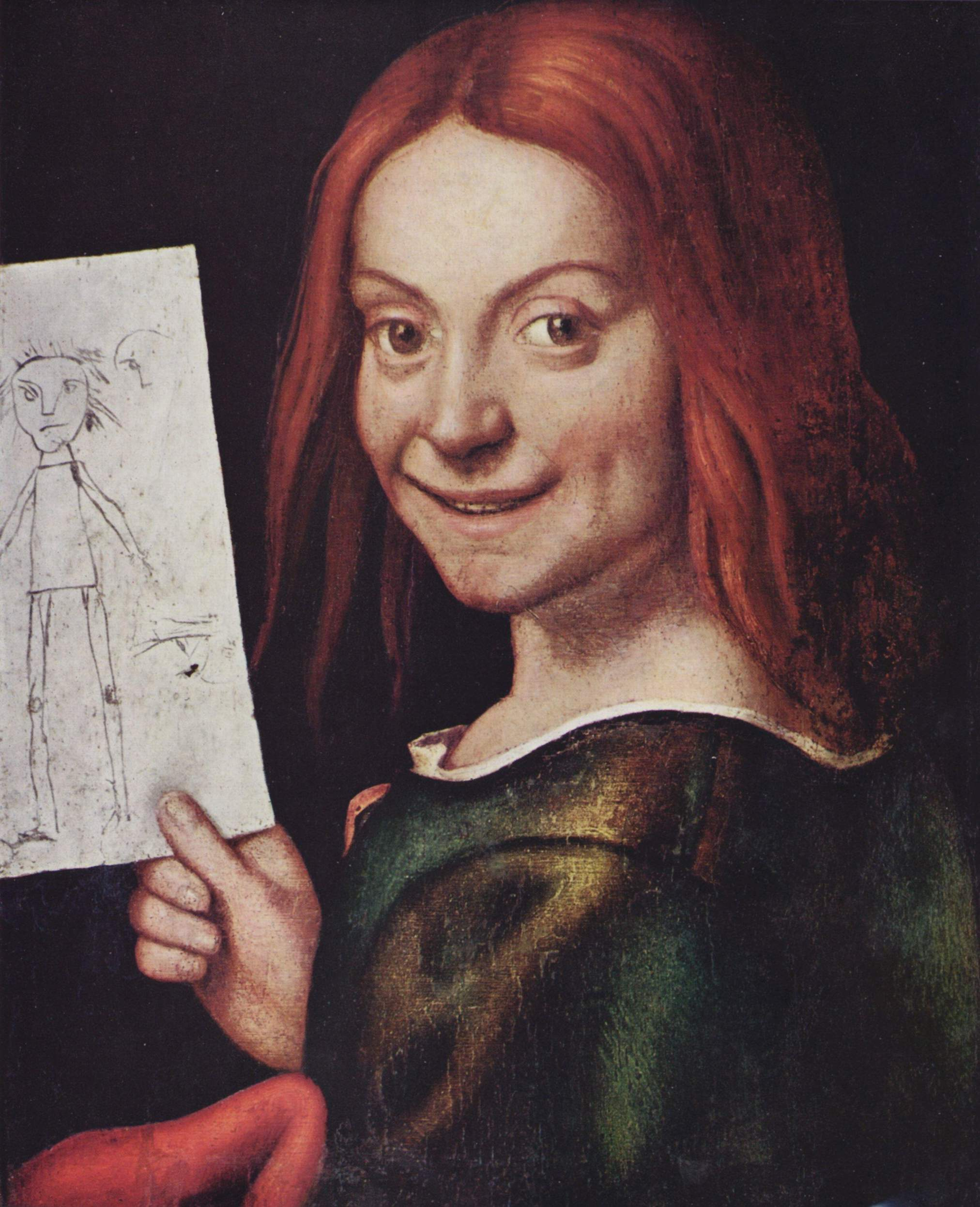
«Портрет мальчика с рисунком куклы», Франческо Карото (зал № 20)

- Зал № 21

Работы Франческо Карото и Джироламо даи Либри («Рождественские ясли с кроликами»).
- Зал № 22

Венеценские мастера Чинквеченто: Паоло Веронезе («Снятие с креста» и алтарный образ Бевилаква Лацизе), Якопо Тинторетто («Поклонение волхвов» и «Состязание муз с пиэридами»).
- Зал № 23

Маньеристы эпохи Чинквеченто-Сеиченто: Паоло Фаринати, Доменико Брузасорци, Орландо Флакко и другие.
- Зал № 24

Мастера веронского Сеиченто: Маркантонио Бассетти, Бернардо Строцци и другие.
- Зал № 25

Продолжение экспозиции живописи Сеиченто: Алессандро Турки, Клаудио Рудольфи, Джованни Бенедетто Кастильоне и другие.
- Зал № 26

Живопись Сеттеченто: Джандоменико Тьеполо («Четыре преподобных камальдолийца», эскиз плафона в Ка Реццонико), Джамбаттисто Тьеполо («Братья Маккавеи»), Франческо Гварди (два каприччио) и другие.

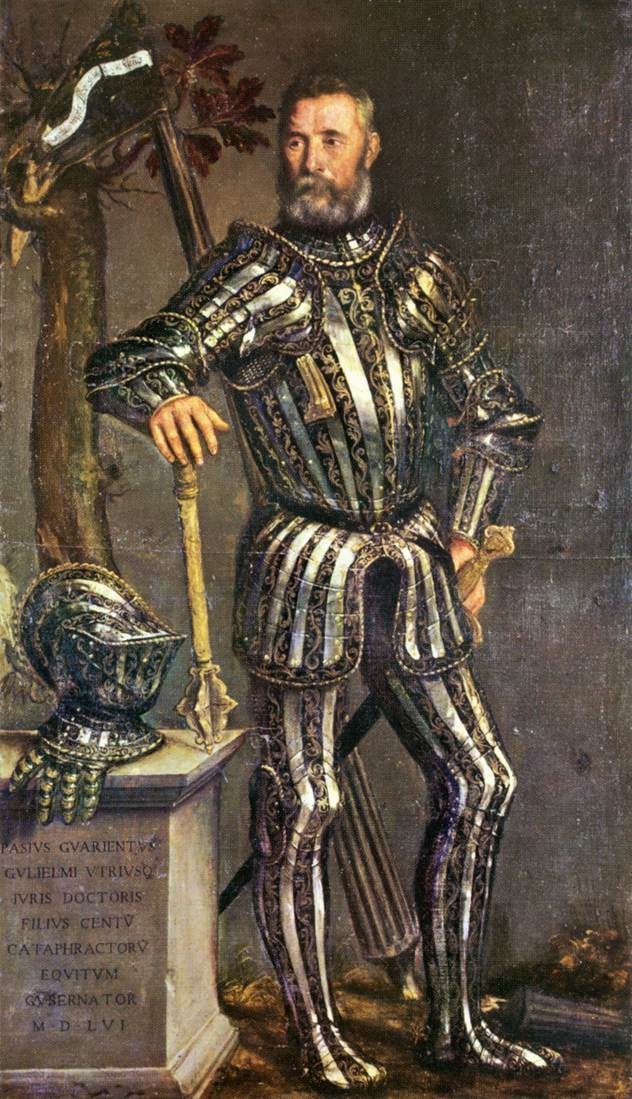
Доменико Брузасорци (зал № 23)
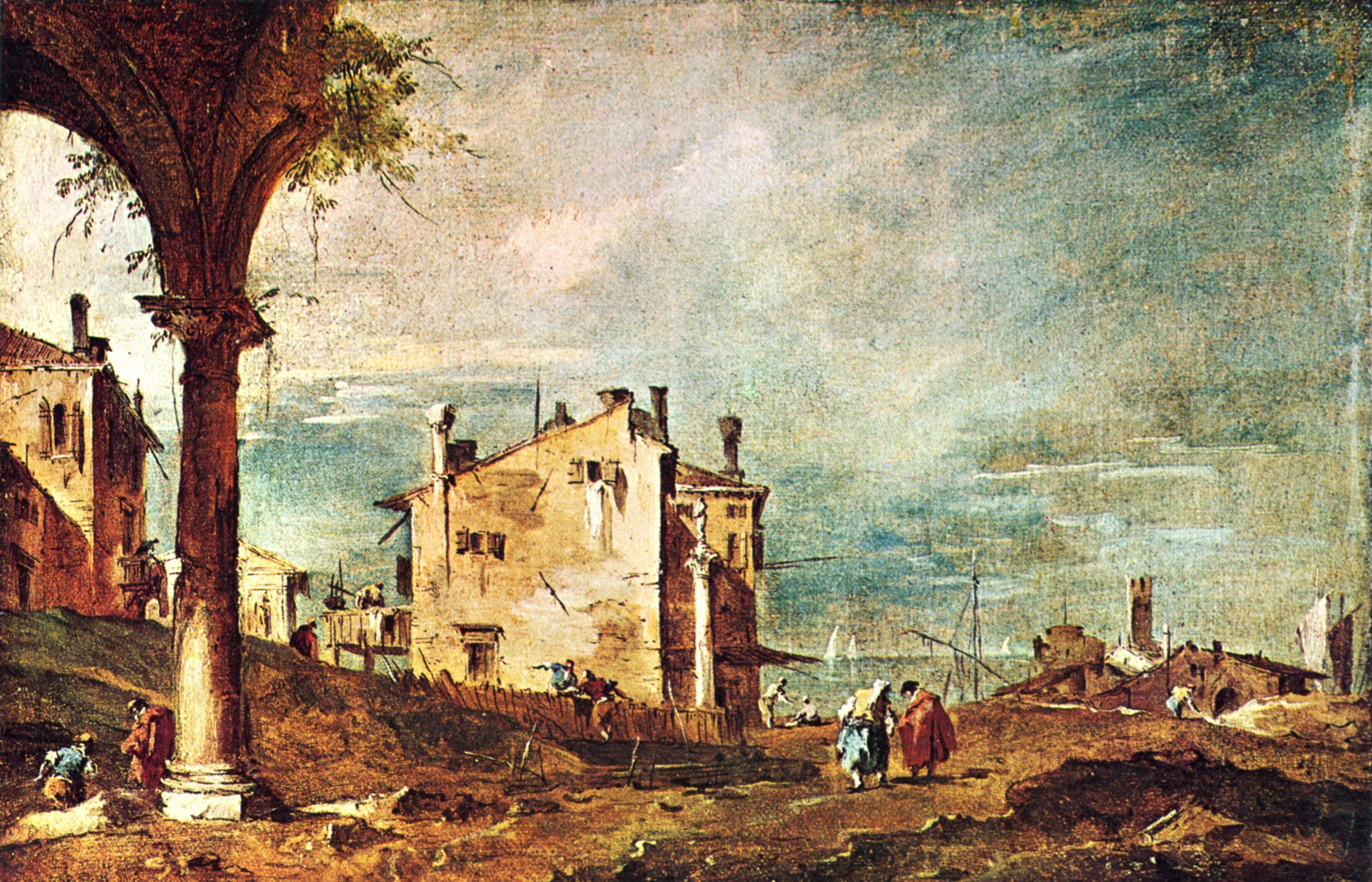
«Каприччио», Франческо Гварди (зал № 26)